# Llista de zones de protecció dels Pirineus

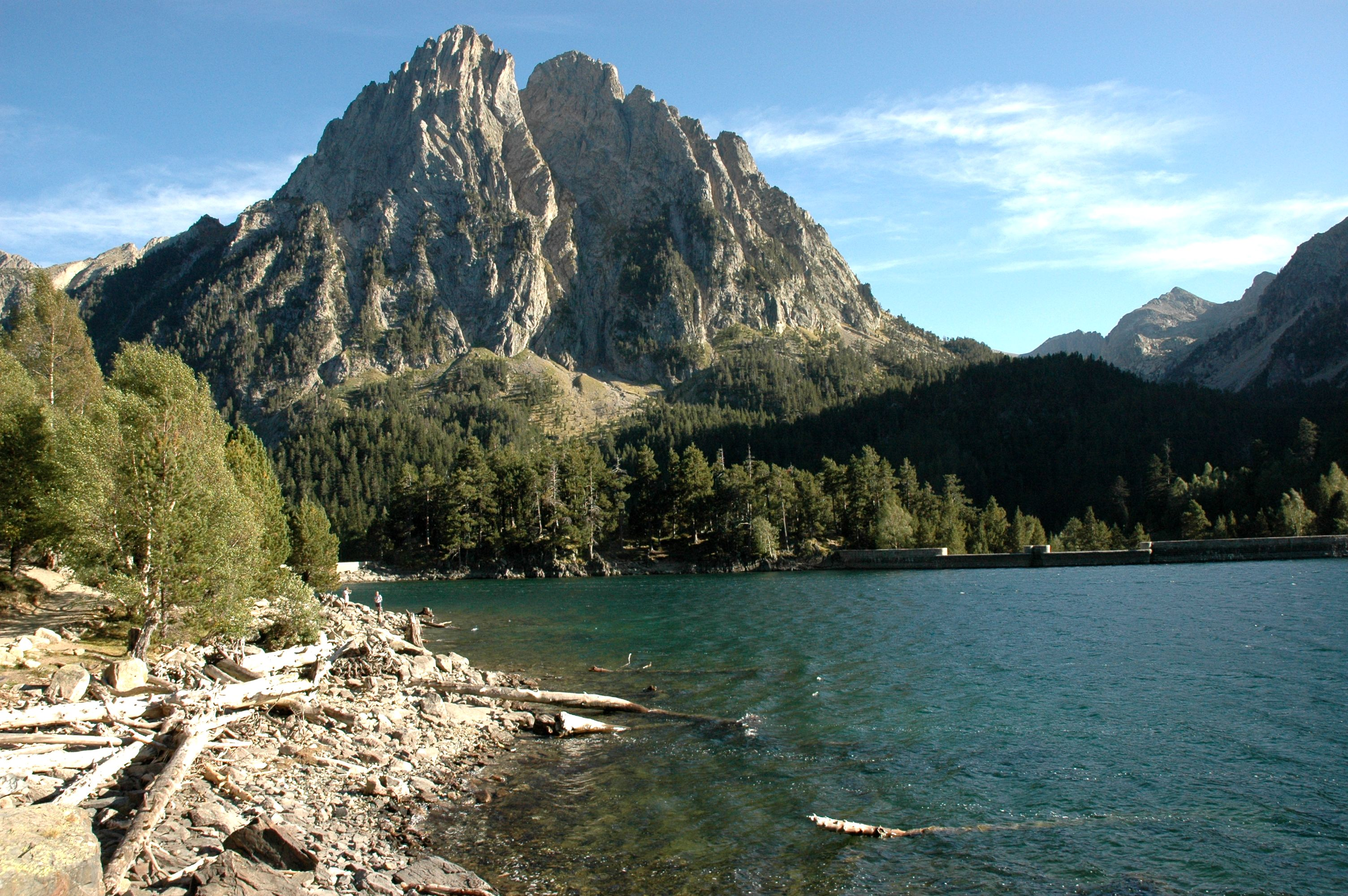
Parc Nacional d'Aigüestortes, a Catalunya.

La fauna i la flora dels Pirineus s'han protegit en part per la creació al llarg del segle xx de nombroses zones de protecció, detallades a continuació.
| Nom                                                   | Rang                                | Data | Eixamplat | Àrea       | Localització                                                       |
| ----------------------------------------------------- | ----------------------------------- | ---- | --------- | ---------- | ------------------------------------------------------------------ |
| Parc Nacional d'Aigüestortes i Estany de Sant Maurici | Parc nacional                       | 1955 | 1996      | 408,52 km² | al Pallars, la Ribagorça i la Vall d'Aran                          |
| Parc Nacional d'Ordesa i Mont Perdut                  | Parc nacional                       | 1995 | 1997      | 156,08 km² | a Osca                                                             |
| Parc Nacional dels Pirineus                           | Parc nacional                       | 1967 |           | 457,07 km² | a Gascunya                                                         |
| Parc Natural dels Pirineus Catalans                   | Parc regional                       | 2004 |           | 137.100 ha | al Capcir, Alta Cerdanya, Conflent, i Vallespir                    |
| Parc Natural Regional dels Pirineus Ariejans          | Parc regional                       |      |           | 2.500 km²  | a Gascunya i País de Foix                                          |
| Parc Natural de Pocets-Maladeta                       | Parc regional                       | 1994 |           | 33.267 ha  | a la vall de Benasc                                                |
| Parc Natural de l'Alt Pirineu                         | Parc regional                       | 2003 |           | 69.850 ha  | al Pallars Sobirà i Alt Urgell                                     |
| Parc Natural del Cadí-Moixeró                         | Parc regional                       | 1983 |           | 41.342 ha  | a l'Alt Urgell, la Cerdanya i el Berguedà                          |
| Parc Natural del Cap de Creus                         | Parc regional                       | 1984 |           |            | al Cap de Creus, Alt Empordà                                       |
| Parc Natural de Sorteny                               | Parc regional                       | 1999 |           | 10,8 km²   | a Andorra                                                          |
| Parc Natural de la Zona Volcànica de la Garrotxa      | Parc regional                       | 1982 |           | 120,07 km² | la Garrotxa                                                        |
| Parc Natural de Aiako Harria                          | Parc regional                       | 1995 |           | 6.913 ha   | a Guipúscoa                                                        |
| Parc Natural de la Serra i Congost de Guara           | Parc regional                       | 1990 |           | 47.450 ha  | a Osca                                                             |
| Parc Natural del Senyoriu de Bertiz                   | Parc regional                       | 1949 |           | 2.040 ha   | a Navarra                                                          |
| Vall del Madriu-Perafita-Claror                       |                                     | 2004 | 2006      | 42,47 km²  | a Andorra                                                          |
| Reserva natural regional d'Errota Handia              | Reserva natural nacional o regional |      |           | 10 ha      | a Iparralde                                                        |
| Reserva natural regional d'Aulon                      | Reserva natural nacional o regional |      |           | 1.237 ha   | a Gascunya                                                         |
| Reserva natural regional del massís de Pibeste        | Reserva natural nacional o regional |      |           | 2.609 ha   | a Gascunya                                                         |
| Reserva natural regional dels tourbières de Clarens   | Reserva natural nacional o regional |      |           | 132 ha     | a Gascunya                                                         |
| Reserva natural regional del Llac de la Thésauque     | Reserva natural nacional o regional |      |           | 23 ha      | a Gascunya                                                         |
| Reserva natural regional d'Embeyre                    | Reserva natural nacional o regional |      |           | 750 ha     | a Gascunya                                                         |
| Reserva natural regional de Nyer                      | Reserva natural nacional o regional |      |           | 2.234 ha   | al Conflent                                                        |
| Reserva natural nacional de Prats de Molló            | Reserva natural nacional o regional |      |           | 2.186 ha   | al Vallespir                                                       |
| Reserva natural nacional de Noedes                    | Reserva natural nacional o regional |      |           | 2.137 ha   | al Conflent                                                        |
| Reserva natural nacional de Pi de Conflent            | Reserva natural nacional o regional |      |           | 3.930 ha   | al Conflent                                                        |
| Reserva natural nacional de Mentet                    | Reserva natural nacional o regional |      |           | 3.028 ha   | al Conflent                                                        |
| Reserva natural nacional de la Vall d'Eina            | Reserva natural nacional o regional |      |           | 1.177 ha   | a l'Alta Cerdanya                                                  |
| Reserva natural nacional de Jújols                    | Reserva natural nacional o regional |      |           | 472 ha     | al Conflent                                                        |
| Reserva natural nacional de Conat                     | Reserva natural nacional o regional |      |           | 549 ha     | al Conflent                                                        |
| Reserva natural nacional del Bosc de la Maçana        | Reserva natural nacional o regional | 1973 |           | 336 ha     | al Rosselló                                                        |
| Reserva natural nacional de Mas Larrieu               | Reserva natural nacional o regional |      |           | 145 ha     | al Rosselló                                                        |
| Reserva natural nacional marina de Cervera-Banyuls    | Reserva natural nacional o regional |      |           | 650 ha     | al Rosselló                                                        |
| El Paratge Natural d'Interès Nacional de l'Albera     | Reserva natural nacional o regional | 1987 |           |            | a l'Alt Empordà                                                    |
| Reserva natural nacional Néouvielle                   | Reserva natural nacional o regional | 1969 |           | 23,13 km²  | a Gascunya                                                         |
| Reserva natural nacional de la vall d'Ossau           | Reserva natural nacional o regional |      |           | 82 ha      | al Bearn                                                           |
| Reserva de caça del Cadí                              | Reserva de caça                     | 1966 |           | 46 591 ha  | al Berguedà, la Baixa Cerdanya, l'Alt Urgell i el Solsonès         |
| Reserva de caça d'Alt Pallars - Aran                  | Reserva de caça                     | 1966 |           | 106.661 ha | al Pallars Sobirà, la Vall d'Aran, l'Alta Ribagorça i l'Alt Urgell |
| Reserva de caça de Fresers - Setcases                 | Reserva de caça                     | 1966 |           | 12.500 ha  | al Ripollès                                                        |
| Reserva de caça de Cerdanya - Alt Urgell              | Reserva de caça                     | 1966 | 1985      | 19.003 ha  | a la Baixa Cerdanya i l'Alt Urgell                                 |
| Reserva de caça de La Vall de Boí                     | Reserva de caça                     | 2015 |           | 9.772 ha   | a l'Alta Ribagorça                                                 |
| Reserva de caça de los Circos                         | Reserva de caça                     | 1966 |           | 16 000 ha  | a Osca                                                             |